# Appellation d'origine contrôlée
L'appellation d'origine contrôlée (AOC) és un segell oficial francès o suís d'indicació geogràfica protegida que certifica l'origen dels productes alimentaris tradicionals francesos o suïssos. Tots dos formen part de les denominacions d'origen protegides europees. Les denominacions d'origen no són ni marques comercials, ni patents, sinó que són certificats oficials de qualitat que atorga un organisme que depèn d'un ministeri i que controla un servei de repressió dels fraus.

## Finalitat

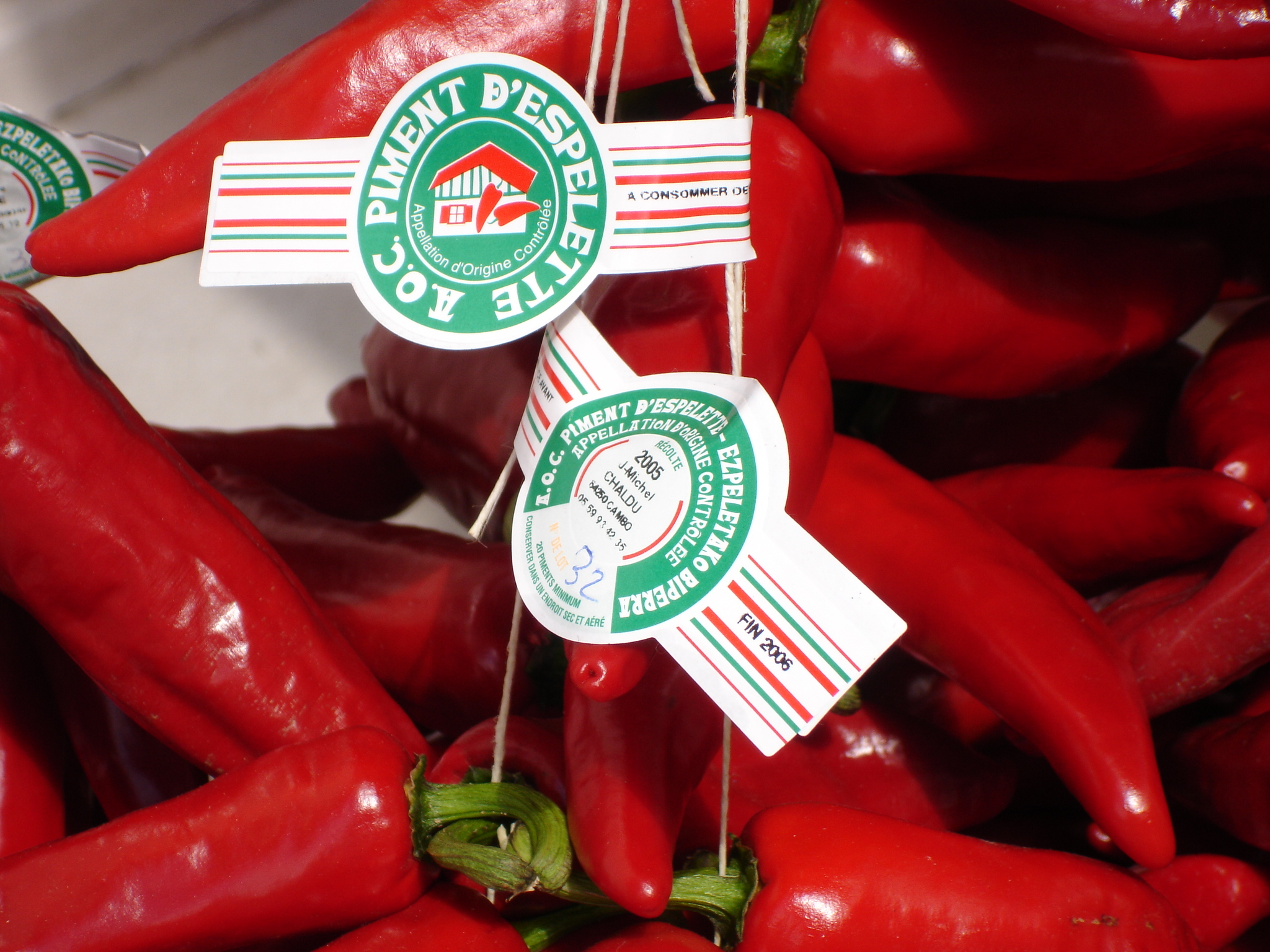
Pebrots AOC d'Espelette

Les AOC (appellations d'origine contrôlée) identifiquen un producte i que és típic d'un lloc geogràfic concret. Són garantia de les qualitats i característiques d'un terrer d'origen, també de saber fer dels productors (vi, sidra, formatge, fruita, verdura, productes làctics, mel…). A França són controlades per l'INAO (Institut National des Appellations d'Origine) que depèn del Ministère de l'Agriculture i a Suïssa per l'Organisme Intercantonal de Certification (OIC) que depèn de l'Office Fédérale de l'Agriculture (OFAG).
L'objectiu d'aquests signes de qualitat és de fer-los fàcilment identificables pel consumidor. Els formatges, per exemple, són marcats en taló (tinta alimentària vermella), i es poden reconèixer amb l'etiqueta o una placa de caseïna. L'etiqueta indica el número de l'organisme certificador. A França, el color de la placa de caseïna indique la classificació: verda per als productes agrícoles i vermell per als productes lleters.

## Reforma de la filiació vitivinícola francesa

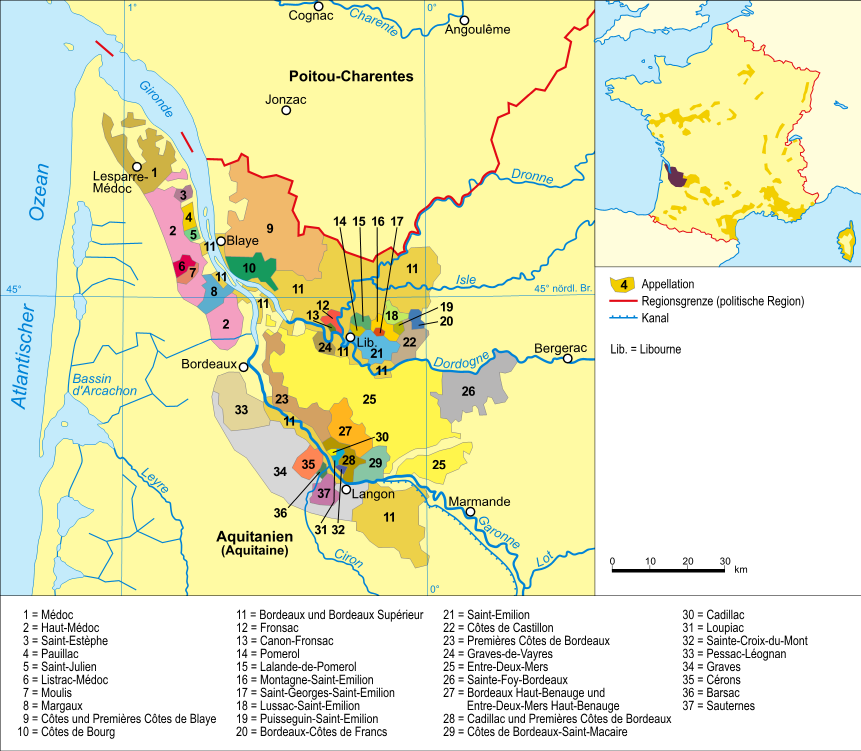
Mapa dels vins de Bordeus

El juliol de 2001, el ministre d'agricultura, Hervé Gaymard va llençar una reforma de la filiació vitivinícola francesa amb el compromís dels representants de les organitzacions professionals en el marc de l'Onivins (Office National Interprofessionnel des Vins). Es tractava de sortir de la segona gran crisi que afectava al sector, després de la fil·loxera en els anys 1860, i que afectava a totes les regions per igual.
Tres causes expliquen la situació actual: la competència de vins estrangers, el context econòmic mundial i sobretot la complexitat extrema de la producció francesa, que no permet vendre correctament a mercats estrangers. Els consumidors es perden en les classificacions entre vins de taula, tres tipus de denominacions de vins del país (departamental, de zona i regional), les AOC vinícoles i els crus.
La nova organització proposa que s'articuli al voltant de dos grans grups de productes:
- Els productes que l'oferta es transmet al territori i a allò que és típic, com les AOC (crear una bona oferta).
- Els productes que són capaços de respondre a allò que s'espera de cada categoria de consumidors i adaptar-se a les exigències dels mercats internacionals, on la competència és més dura i on es proposa identificar els vins pel cep o la marca, i que podran adoptar noves tecnologies que no siguin tan estrictes com les de les AOC. (Adaptar-se a la demanda).

## Harmonització europea
El 1992, la Comissió Europea va harmonitzar els "segells oficials de qualitat" per productes alimentaris per a tots els països membres. Les IG corresponen als segells regionals. Paral·lelament, les AOC tenen com a equivalent les Denominació d'Origen Protegida (DOP). Des de 2002, un segell o una AOC no poden existir si no estan inscrites a nivell europeu.
A Itàlia, les AOC corresponen a les DOC anomenades Denominazione di Origine Controllata; a Alemanya tenen les «QbA» per als vins (Qualitätswein bestimmter Anbaugebiete) i a Espanya les «DO» per a la Denominació d'Origen Protegida. A la Suïssa romanx s'usa igualment la terminologia francesa AOC.

## Denominacions al Quebec
Al Quebec, la Loi sur les appellations réservées et des termes valorisants que remonta a 1996 ha permès reconèixer la denominació biològica. Existeix un Conseil des Appellations Réservées et des Termes Valorisants (CARTV) des del 6 de novembre de 2006 que ha pres el relleu al Conseil des appellations agroalimentaires du Quebec (CAAQ) l'1 de gener de 2008. La llei quebequesa protegeix quatre tipus de denominacions: denominació biològica, denominació d'origen, segell d'especificitat i indicació geogràfica protegida.
El 24 de març de 2009, per una decisió del ministeri d'agricultura, pesca i alimentació del Quebec, el "xai de Charlevoix" va esdevenir el primer producte de "terroir" amb un reconeixement de denominació reservada a la província del Quebec. El "xai de Charlevoix" també va ser reconegut públicament i es va protegir l'autenticitat i la denominació geogràfica. L'ús de la denominació es reserva per a productes certificats d'acord amb les mateixes denominacions.